# Brenthia quadriforella
Brenthia quadriforella là một loài bướm đêm thuộc họ Choreutidae. It was described từ New Britain, but is also present ở Úc (miền bắc Territory và miền đông Queensland) và Fiji.